# Liste der Kulturgüter in Muntogna da Schons
Die Liste der Kulturgüter in Muntogna da Schons enthält alle Objekte in der Gemeinde Muntogna da Schons im Kanton Graubünden, die gemäss der Haager Konvention zum Schutz von Kulturgut bei bewaffneten Konflikten, dem Bundesgesetz vom 20. Juni 2014 über den Schutz der Kulturgüter bei bewaffneten Konflikten sowie der Verordnung vom 29. Oktober 2014 über den Schutz der Kulturgüter bei bewaffneten Konflikten unter Schutz stehen.
Objekte der Kategorie A sind im Gemeindegebiet nicht ausgewiesen, Objekte der Kategorie B sind vollständig in der Liste enthalten, Objekte der Kategorie C fehlen zurzeit (Stand: 13. Oktober 2021).

## Kulturgüter
| Foto |                                                                                   | Objekt                                                                                 | Kat. | Typ | Standort                             | Beschreibung |
| ---- | --------------------------------------------------------------------------------- | -------------------------------------------------------------------------------------- | ---- | --- | ------------------------------------ | ------------ |
| ja   | Datei hochladen · Wikidata zu Reformierte Kirche Casti (Q2136851)                 | Reformierte Kirche / Baselgia refurmada KGS-Nr.: 2901                                  | B    | G   | Casti 215 751895 / 165599            |              |
| BW   | Datei hochladen · Wikidata zu Prähistorische Siedlung (Bronzezeit) (Q29784701)    | Bronzezeitliche Gräber / Fossas dal temp da bronz KGS-Nr.: 2997                        | B    | F   | Donat 752002 / 166000                |              |
| ja   | Datei hochladen · Wikidata zu Reformierte Kirche mit Pfarrhaus (Q1121667)         | Reformierte Kirche mit Pfarrhaus / Baselgia refurmada cun chasa pravenda KGS-Nr.: 3070 | B    | G   | Lohn, Dorf 23, 24 752192 / 168550    |              |
| ja   | Datei hochladen · Wikidata zu Reformierte Kirche Mathon (Q1797984)                | Reformierte Kirche / Baselgia refurmada KGS-Nr.: 3102                                  | B    | G   | Mathon, Padagn 13 751350 / 166900    |              |
| ja   | Datei hochladen · Wikidata zu Antoniuskirche (Mathon) (Q607017)                   | Alte Kirche St. Antonius / Baselgia veglia Sogn Antonius KGS-Nr.: 3103                 | B    | G   | Mathon, Sutgea 751480 / 166880       |              |
| BW   | Datei hochladen · Wikidata zu Haus Gredinger (Q29784611)                          | Haus Gredinger / Tgea Gredinger KGS-Nr.: 10729                                         | B    | G   | Casti, Curtgegns 210 752959 / 164553 |              |
| ja   | Datei hochladen · Wikidata zu Reformierte Kirche Pazen-Farden (Q1729415)          | Reformierte Kirche / Baselgia refurmada KGS-Nr.: 10753                                 | B    | G   | Farden 50 752160 / 166529            |              |
| BW   | Datei hochladen · Wikidata zu Patzen-Fardün, Tgea Nr. 8 «La Caplutta» (Q29784704) | Haus Nr. 8 «La Caplutta» / Tgea Nr. 8 «La Caplutta» KGS-Nr.: 10754                     | B    | G   | Pazen 8 752410 / 166845              |              |